# Asymmetricythere whatleyi
Asymmetricythere whatleyi is een mosselkreeftjessoort uit de familie van de Cytheridae. De wetenschappelijke naam van de soort is voor het eerst geldig gepubliceerd in 1981 door Jain.